# Kuklík městský
Kuklík městský (Geum urbanum) je středně vysoká, v létě žlutě kvetoucí vytrvalá bylina vyrůstající téměř na celém území České republiky.

## Rozšíření
Tento druh rodu kuklík roste, s výjimkou Islandu a severu Skandinávie, po celé Evropě a severu Afriky. Na východ od Evropy je rozšířen přes Malou Asii, oblasti okolo Kavkazu a Altaje až do podhůří severozápadního Himálaje. Vyskytuje se také v Severní Americe a Austrálii kde byl zavlečen.
Je to rostlina vlhkých, stinných a polostinných areálů s humózní půdou jako jsou křoviny, lemy listnatých lesů, parky, málo obhospodařované zahrady, lužní lesy a také rumiště a býlím zarostlé rozvaliny, včetně mnoha dalších lidskou činnosti ovlivněných stanovišť. V České republice se vyskytuje hojně. Je považován za diagnostický druh svazů Galio-Alliarion a Arction lappae.

## Popis
Vytrvalá rostlina s tuhým, až 2 cm tlustým válcovitým oddenkem z kterého vyrůstá růžice krátce řapíkatých přízemních listů. Ty jsou přetrhovaně lyrovitě zpeřené a mají po dvou až šesti vejčitých postranních lístků; koncový lístek je větší. Z růžice vyrůstá jemně chlupatá, hranatá, větvená lodyha vysoká 20 až 80 cm. Ve spodní části je lodyha porostlá listy trojčetnými, výše vyrůstají listy trojlaločné s velkými, hrubě zastřihovanými palisty podobnými listům, všechny jsou z obou stran řídce porostle měkkými, přitisklými chlupy.
Rozkladité květenství, až osmikvěté, je tvořeno jednotlivými drobnými květy vyrůstajícími na koncích větví lodyhy. Květy s plochou číškou mají po okrajích 5 drobných lístků kalíšku střídajících se s 5 kopinatými lístky kalichu a uvnitř 5 jasně žlutých, obvejčitých plátků koruny. U okrajů květů jsou četné tyčinky s prašníky a uprostřed květů mnohé pestíky s vytrvalými, prohnutými čnělkami nesoucími blizny.
Na podporu opylení cizím pylem dozrávají nejprve blizny, od středu směrem ven z květu a teprve později prašníky, směrem do středu. Vedle těchto obojakých květů se na rostlinách někdy vyskytují i květy pouze samčí, jen s prašníky bez blizen. Kuklík městský kvete od května do srpna, opylován je hmyzem. Na ochranu neopylených květů před vlhkem se navečer a před deštěm květní stopky svěšují.
Plodem jsou drobné nažky uspořádané v kulovitém nebo vejčité kulovitém souplodí. Nažky jsou řídce a dlouze chlupaté, každá je zakončená zaschlou vytrvalou čnělkou s háčkem na konci. Rostliny se rozšiřují jak semeny, nažky se zachytnou za srst zvěře nebo šat lidí, tak i přirůstáním oddenků.

## Význam
Kuklík městský se dříve sbíral jako léčivka, natě a kořeny se v lidovém léčitelství používaly např. jako prostředky proti průjmu, krvácení, křečím a na snížení teploty. V oddenku jsou třísloviny, fenolové glykosidy, oleje, hořčiny a další látky. Jsou z něj průmyslově vyráběny potravní doplňky Deviral s deklarovaným antivirovým účinkem a Elixír na slinivku na posílení funkce slinivky.[chybí lepší zdroj] Byl také považován za kouzelnou rostlinu do škapulíře zahánějící zlé duchy.[zdroj⁠?!]

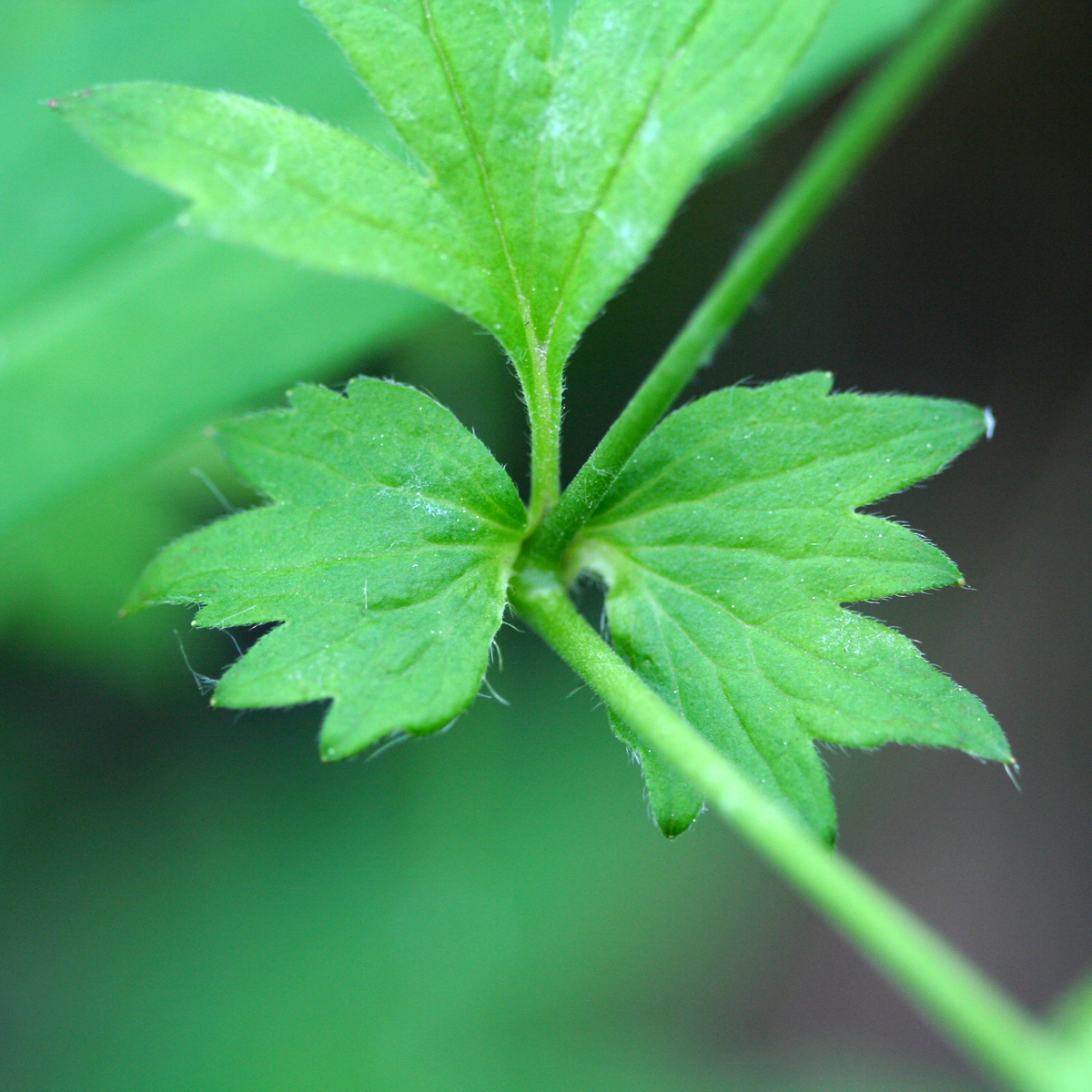
List s palisty
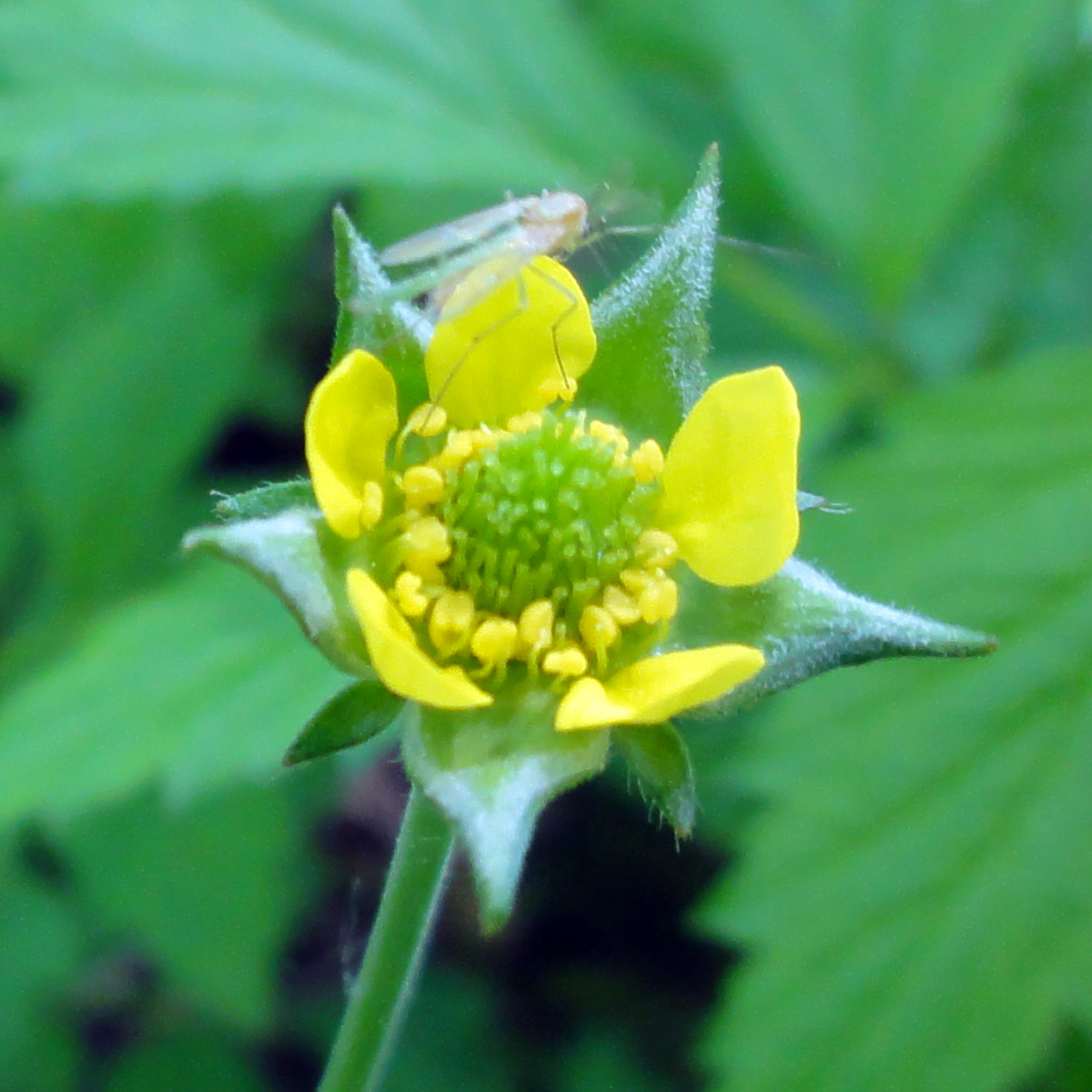
Květ
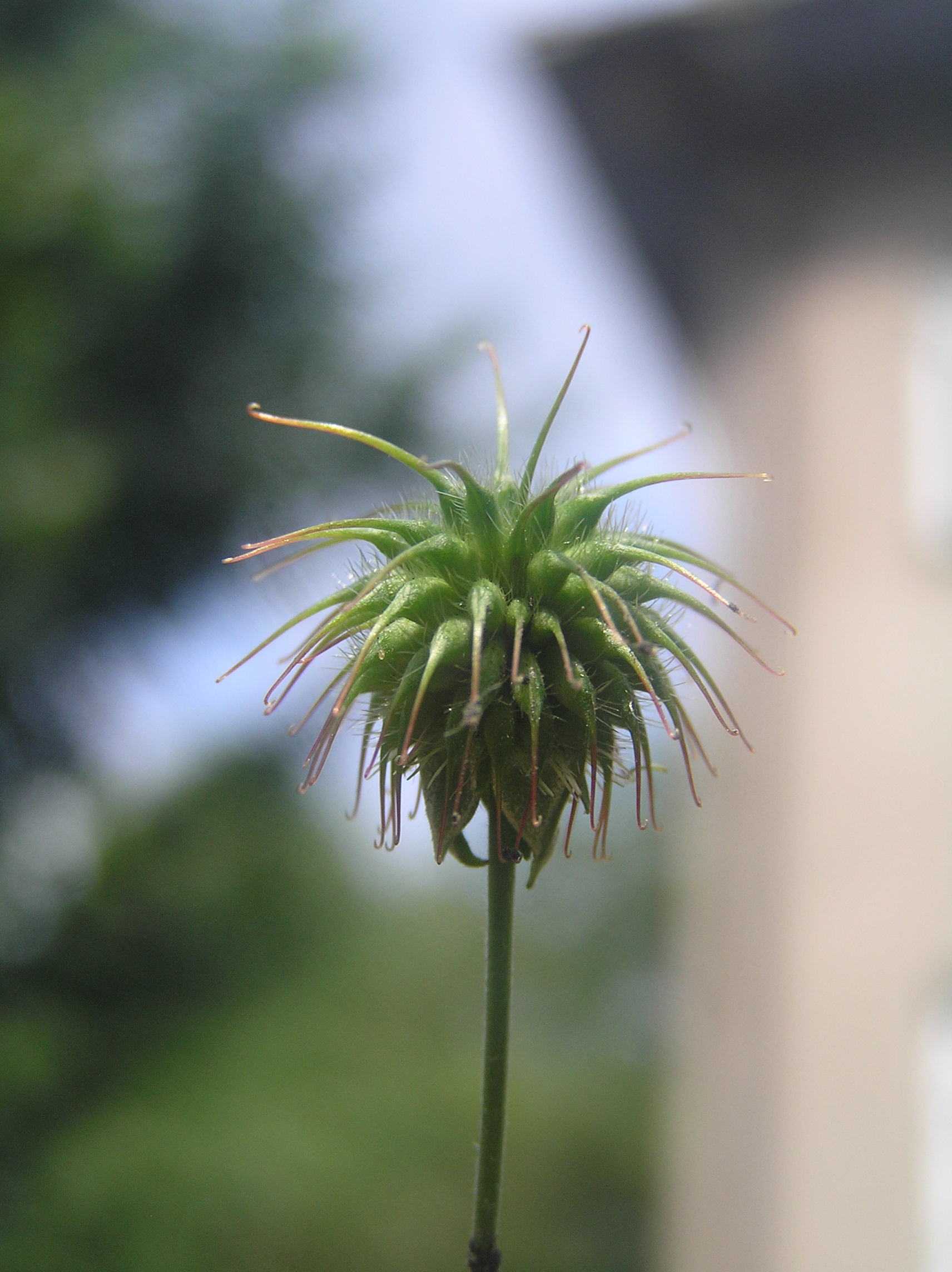
Dozrávající souplodí nažek